# Kouba (Koubri)
Pour les articles homonymes, voir Kouba (homonymie).
Kouba est une localité du département de Koubri, dans la province de Kadiogo (région Centre) au Burkina Faso. En 2006, cette localité comptait 1 386 habitants dont 52,1 % de femmes.